# Allomon
Ein Allomon (griechisch ἄλλος állos, deutsch ‚anderer‘, altgriechisch ὁρμᾶν hormān, deutsch ‚antreiben‘) ist im weiteren Sinne jede Substanz, die Information zwischen Individuen verschiedener biologischer Arten vermittelt. Meist wird der Begriff im engeren Sinn für eine Semiochemikalie, also einen Botenstoff zwischen verschiedenen Arten verwendet, der nur für den Sender von Vorteil ist.

## Einteilung

1-Butanthiol, ein Bestandteil des Wehrsekrets des Stinktiers

Allomone dienen unter anderem der Verteidigung, etwa der pflanzlichen Abwehr von Herbivoren. Auch die Wehrsekrete von Insekten oder des Stinktiers zählen zu den Allomonen. Allomone können auch Abwehrstoffe gegen Parasiten sein.
Zu den Allomonen gehören unter anderem Repellenzien, die der Verteidigung dienen, Attraktanzien, die der Anlockung dienen, Toxine, Allelopathika, Antibiotika und Induktanzien, die Gallen- und Knöllchenbildung auslösen.
Allomone wirken wie die Kairomone und die Synomone zwischen verschiedenen Arten, sind also Allelochemikalien und stehen damit den Pheromonen gegenüber, die innerhalb einer Art wirken.

## Beispiele

### Anlockung
Die Limabohne (Phaseolus lunatus) produziert bei Befall der Bohnenspinnmilbe Tetranychus urticae, das Allomon Linalool, welches eine Raubmilbe (Phytoseiulus persimilis), d. h. einen natürlichen Feind des Pflanzenschädlings, anlockt. Dieser vertilgt den Fraßfeind der Limabohne und befreit somit die Pflanze von ihrem Schädling.

### Sexualmimikry

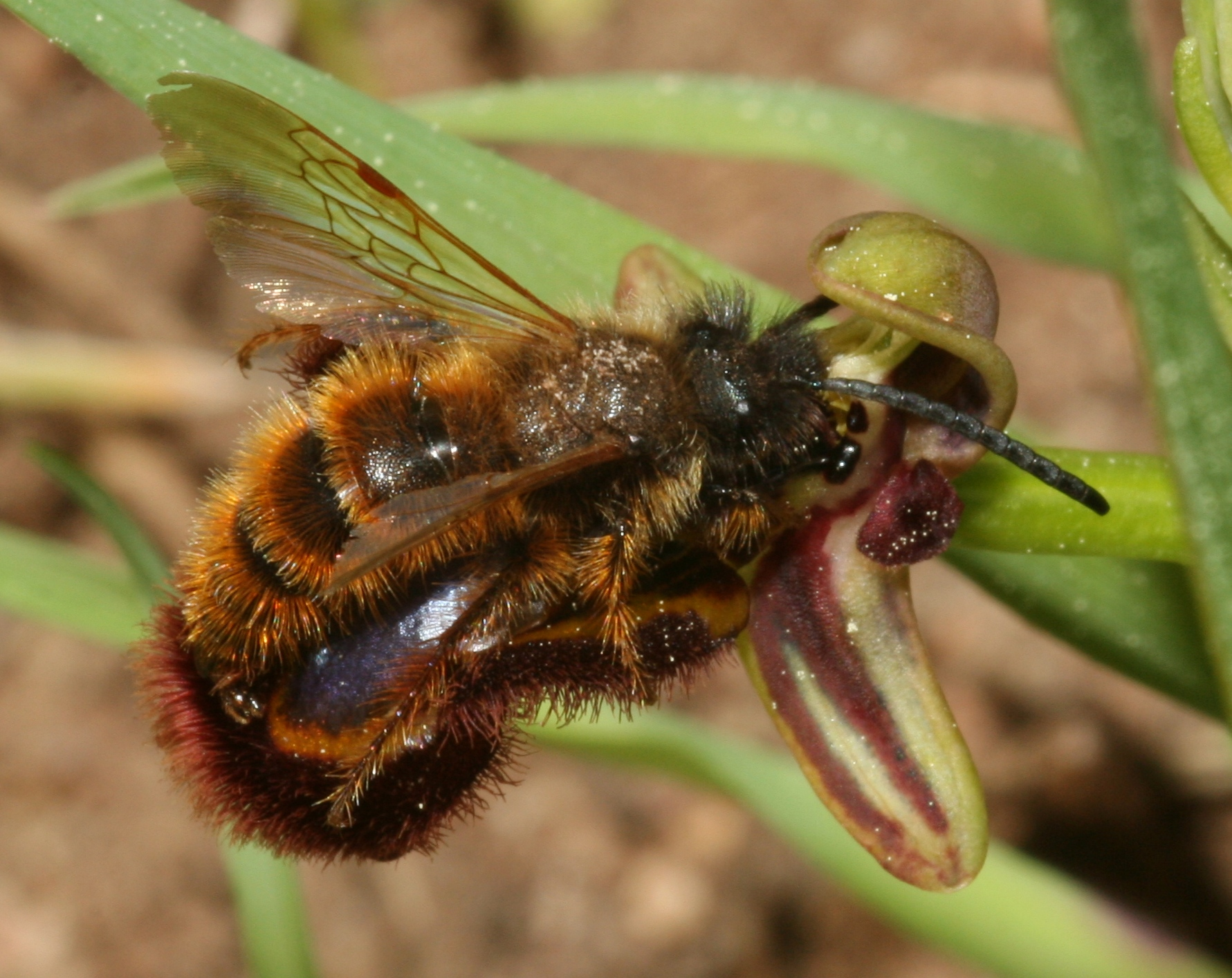
Dasyscolia ciliata auf einer Ophrys-Blüte

Die Ragwurzen nutzen die Abgabe von insektoiden Sexuallockstoffen, um die Männchen bestimmter Insektenarten zur Pseudokopulation anzuregen, um so selbst bestäubt zu werden. Diese Nutzung von Pheromonen wird als Sexualmimikry bezeichnet. Die Blüten der Ragwurzen weisen eine Ähnlichkeit mit Insekten auf, was sich in Bezeichnungen wie Bienen-Ragwurz und Fliegen-Ragwurz widerspiegelt. Die Funktion dieser Form war lange Zeit unbekannt. Schon Charles Darwin beschrieb, dass Bienen die Blüten dieser Orchideenart angegriffen und wie einen Teufel behandelt hätten, der bekämpft werden müsse.
Im Jahr 1916 beobachtete M. Poyanne, dass die Männchen der Dolchwespenart Dasyscolia ciliata auf den Blüten der Spiegel-Ragwurz Paarungsversuche durchführten. Er schloss daraus, dass die Männchen die Blüten für ihre Weibchen hielten.
Bolaspinnen imitieren die Sexuallockstoffe von Eulenfaltern, um männliche Falter anzulocken und zu fangen. Durch die Optimierung der emittierten Mengenanteile gelingt es den Spinnen je nach Tageszeit, Männchen verschiedener Arten anzulocken.